# IQOS

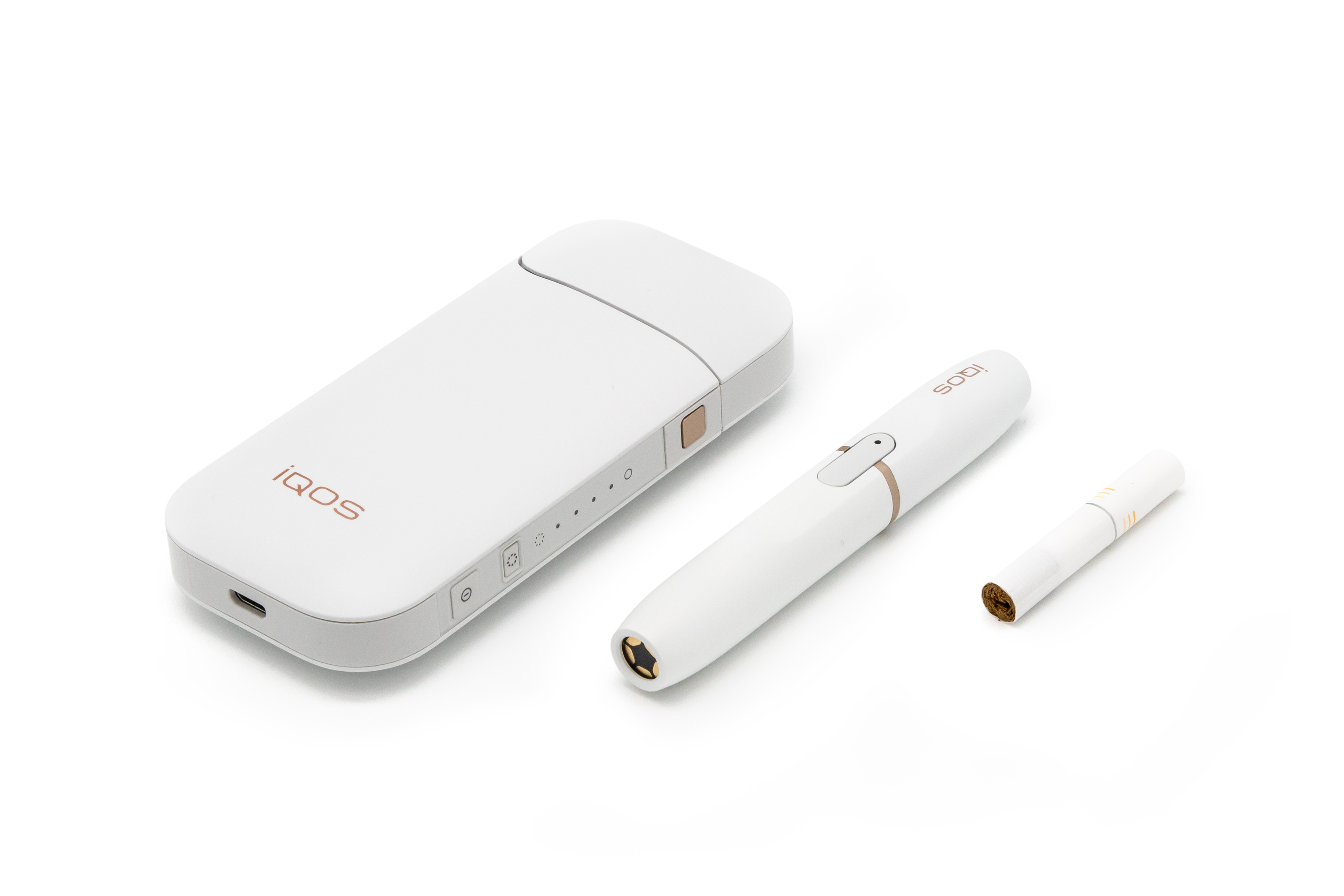
IQOS。充電器、ホルダー、ヒートスティック

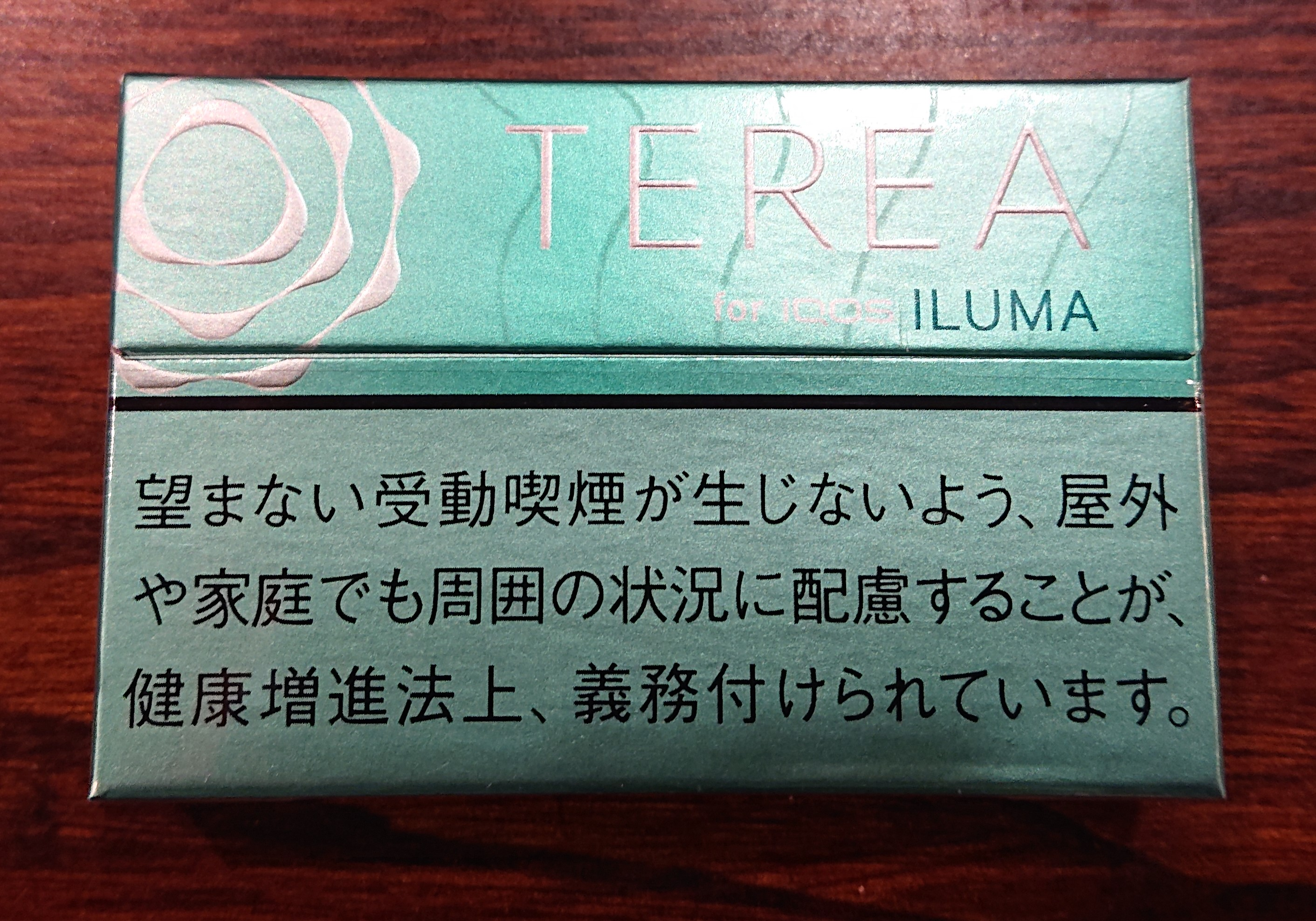
IQOSイルマ用のヒートスティック「TEREA」

IQOS（アイコス）は、フィリップモリス製の喫煙具であり、同社のたばこ製品「マールボロ・ヒートスティック」（Marlboro Heat Sticks）、「ヒーツ」（HEETS）、または「テリア」（TEREA）、「センティア」（SENTIA）、「アクシア」 (Axia)を加熱して喫煙する器具、またはそのブランド名である。加熱式たばこの1つ。

## 概要
火を付けて喫煙する従来の紙巻きたばこ（cigarette）と異なり、IQOS専用たばこを電気的に加熱し、それにより発生する蒸気（たばこベイパー）を吸い込む事でニコチンやその他成分を摂取する事ができる。蒸気を吸引する点で電子たばこと似ているが、たばこ葉自体を加熱するという点で異なっており、それゆえ紙巻きたばこに近い感覚で喫煙が楽しめるとしている。
たばこ葉を燃やさないためにタールや副流煙が発生せず、そのため紙巻きたばこに比べて害が少ない・安全だとしているが、中立性を持った科学的な主張はなく、注意を要する。（この点はIQOSに限らず、他の加熱式たばこ・電子たばこでも同様である）
2020年にはアメリカのFDA(米食品医薬品局)から曝露低減たばこ製品として認可され販売が許可された。

## 開発の経緯
フィリップモリスは、1997年頃から電子たばこ機器の開発を開始した。当初はたばこ葉を外側から加熱する方法で進めていたが、この方法では葉巻やパイプのような煙草本来の味を実現する事ができなかった。そのため、2010年以降の開発で内部からの加熱方式に方向性を変えた。現行の形となるまでには、2500億円以上費やしたと言われている。IQOSに似た手法を採る喫煙具としては、既に日本では2013年に日本たばこ産業（JT）がPloom（プルーム）を先行して発売していた。
2014年11月に名古屋とミラノで販売開始され、日本では2015年9月に公式のアイコスショップ（全国8店舗）での販売が開始。順次販路は拡大し、2016年4月から全国のたばこ取扱店へと拡大された。
2016年4月の全国発売後3年間、IQOS用のたばこであるたばこスティックは「マールボロ・ヒートスティック」シリーズのみであったが、2019年1月28日からは価格を抑えた「ヒーツ」シリーズが投入され、ヒートスティックが「マールボロ」と「ヒーツ」の2種類の展開となった。
2021年9月2日より従来のヒートブレードを内蔵しない「IQOS ILUMA」（アイコス イルマ） シリーズが発売され、それに合わせてILUMA専用のたばこスティック「TEREA（テリア）」が発売開始となった。ILUMAシリーズと従来のIQOSでは喫煙具及びたばこスティック自体の構造が異なるため、従来のヒートスティックとテリアスティックとの互換性はない。2022年4月4日、価格を抑えた「センティア」シリーズが地域限定で投入され、2022年7月15日、全国販売されると、ヒートスティックは「テリア」、「センティア」の2種類の展開となった。

### IQOS ILUMA
IQOS ILUMAは2021年9月2日から販売が開始されたデバイスで、アイコス3シリーズまでと異なり本体にヒートブレードを内蔵せず、ヒートスティック内部にサセプタが内蔵されている、スマートコア・インダクション・システムを採用している。これにより、たばこ葉を燃やすことなく芯から加熱することができる。また、残りかすが出ず、掃除の必要もなく、火も煙も出ない。加熱方法が異なるため、アイコス3シリーズ用のヒートスティックとは互換性はなく、IQOS ILUMAで「マールボロ・ヒートスティック」、「ヒーツ」を吸うことはできない。2021年9月2日に普及版の「アイコス ILUMA」とフラッグシップモデルである「アイコス ILUMA PRIME」が発売された。ヒートスティックとしてはIQOS ILUMA専用のヒートテックとして2021年9月2日「テリア」が、2022年4月4日「センティア」が発売された。2021年3月22日に、コンパクト、低価格モデルである「アイコス　ILUMA ONE」が発売された。2022年4月18日から価格が改定され、IQOS ILUMA PRIMEが9,980円、IQOS ILUMAが6,980円に値下げされた。2024年1月11日、北海道および福岡県の地域限定銘柄として、フラッグシップラインの「テリア」、スタンダードラインの「センティア」に続く新たなヒートスティックブランドとして「アクシア」が発売された。
IQOS ILUMA i
2024年3月6日、IQOS公式サイトで「IQOSはまだまだ進化する。かつてない新体験。」と銘打った新製品の告知がなされる。
2024年3月13日、デバイスの情報が一目でわかる「タッチスクリーン」、最大8分間、加熱を一時停止できる「ポーズモード」、初期設定の14パフにパフが弱い場合など最大4パフが自動で追加される「フレックスパフ」、ホルダーのバッテリーを2つのモードから選べる「フレックスバッテリー」の4つのモードが追加された「IQOS イルマ i シリーズ」が発売された。
IQOS イルマ iシリーズの最上位モデルである「IQOS イルマ i プライム」、定番モデルの「IQOS イルマ i」には上記の4つの機能が追加され、オールインワンモデルの「IQOS イルマ i ワン」にはフレックスパフの機能のみ追加され、IQOS イルマ ワンには搭載されていなかったオートスタートが搭載された。

## 特徴
アイコスで使用するたばこスティックは一般的な紙巻きたばこに比べ全長が短く、ペースト状に加工されたたばこ葉がスティックに詰められている。ヒートスティックをIQOSに差し込む事でヒートブレードと呼ばれる部分にたばこ葉が接触し、ブレードを加熱する事で内部からたばこ葉を加熱・蒸気を発生させ、ニコチンやその他の成分を吸引する。IQOS ILUMAではブレードが無く、テリアスティックの中に薄い金属片がたばこ葉と共に埋め込まれており、外部から磁力を作用させる事で金属片が発熱し、IQOS同様に内部からたばこ葉を加熱する。
ヒートスティックやテリアスティックは日本で流通している電子たばこ（ニコチンなし）と異なりたばこ葉を用いたものであるためニコチンを摂取する事ができ、同時にたばこ税の課税対象となる。また、受動喫煙対策を強化する法改正を巡り、厚生労働省は他のたばこ同様に規制対象とする案を示している。
たばこに分類されるので、他方式のたばこと同様に未成年は喫煙できない。 ニコチンが含まれるので、妊婦が喫煙する事は望ましくないとされている。副流煙が発生しないため匂いは少ないが、俗にアイコス臭と呼ばれる特有の強い匂いがある。ただし、国際基準に基づいたエアクオリティテストの結果によると、IQOSを吸った後の空間の匂いは、温かい緑茶や温かい紅茶を煎れた空間の匂いと同程度の臭気レベルである事が判明した。（ISO16814:2008、EN15251:2007）

### アイコススポット
禁煙エリアでも「IQOSのみ喫煙可」とする飲食店がある。フィリップモリス公式の案内では「アイコススポット」として、店舗やWebサイトで案内されている。これと関係なく独自に可能とする店舗もある。

### アイコスストア
IQOSストアは全国で9店舗。本体/アイコススティック/アクセサリーの購入が可能。
1. 札幌
2. 仙台
3. 銀座
4. 原宿
5. 名古屋
6. 梅田
7. 心斎橋
8. 広島
9. 福岡

アイコスストアでは、アイコス製品の購入だけでなく、デバイス修理&クリーニング・アイコスフィアステータスに合わせた無料ドリンクサービス(一部店舗限定)・サンプルタバコの配布などのサービスを受けられる。
。

## 歴代モデル
| 機種名                 | 発売日         | 特徴 |
| ---------------------- | -------------- | --- |
| IQOS 2.4               | 2016年4月      | 初期型。充電時間5分程度 |
| IQOS 2.4plus           | 2017年3月3日   | ・吸い始め・吸い終わりにお知らせするバイブレーション機能追加 ・バッテリー増量。 ・一本分充電時間4分10秒。 |
| IQOS 3                 | 2019年1月28日  | ・サイドオープニングシステムの採用 ・充電ケーブルにUSB Type-Cを採用 ・一本分充電時間3分30秒 ・カラーバリエーションが従来の2色（ホワイト、ネイビー）から4色（ステラーブルー、ベルベットグレー、ブリリアントゴールド、ウォームホワイト）に増加。 ・アイコス3DUOが発売された際に、在庫がなくなり次第販売終了となると発表された。 |
| IQOS 3 MULTI           | 2019年1月28日  | ・10本の連続喫煙が可能 ・充電ケーブルにUSB Type-Cを採用 |
| IQOS 3 DUO             | 2019年11月05日 | ・2本連続喫煙可能。一本分充電時間1分50秒 ・レギュラー色にウォームカッパーが追加され、カラーバリエーションが5色に増加。2020年3月17日にレギュラー色に「ルーシッドティール」が追加されレギュラー色のカラーバリエーションは6色となった。2020年11月30日、レギュラー色に「フロステッドレッド」発売。 |
| IQOS イルマ            | 2021年8月18日  | ・2本連続使用可能 ・ブレードなしで直接加熱 ・使用後のクリーニング不要 |
| IQOS イルマ プライム   | 2021年8月18日  | ・アイコス ILUMAのフラッグシップモデル |
| IQOS イルマ ワン       | 2022年3月22日  | ・アイコス ILUMAのコンパクト、低価格モデル |
| IQOS イルマ i プライム | 2024年3月13日  | ・IQOS イルマ i の最上位モデル。加熱ステータス（加熱中、完了）、残りの使用時間、残りの使用本数が一目でわかる「タッチスクリーン」、最長8分間使用を一時停止し、その後に使用を再開できる「ポーズモード」、初期設定の14パフに加えて、パフが弱い場合などに最大4パフ追加される「フレックスパフ」、ホルダーのバッテリーの設定をパフォーマンスモードかエコモードのいずれかに設定できる「フレックスバッテリー」、「オートスタート」。 ・パフォーマンスモードに設定の上、ポーズモードの使用なしで、最大3本喫煙可能。 ・本体充電時間135分。 |
| IQOS イルマ i          | 2024年3月13日  | ・IQOS イルマ i の定番モデル。「タッチスクリーン」、「ポーズモード」、「フレックスパフ」、「フレックスバッテリー」「オートスタート」。 ・パフォーマンスモードに設定の上、ポーズモードの使用なしで、最大3本喫煙可能。 ・本体充電時間135分。 |
| IQOS イルマ i ワン     | 2024年3月13日  | ・20本連続使用が可能なオールインワンモデル。「フレックスパフ」、「オートスタート」。 ・本体充電時間90分。 |

現在公式から発売されているアイコスシリーズは「アイコス ILUMA / アイコス ILUMA PRIME / アイコス ILUMA ONE」、「IQOS イルマ i プライム/IQOS イルマ i /IQOS イルマ i ワン」の6種類。

## 各国の規制
シンガポールやタイ王国や中華民国では、法律によって電子たばこの所持が禁止されており、IQOSも電子たばこの一種とみなされるため、違法として処罰対象となる。
また、多くの国ではたばこに課税しているが、IQOSが販売されていない国の一部では法整備が追いついておらず、ヒートスティックが課税対象なのか不明確な場合、もしくは免税範囲が不明確な場合があり、不用意に持ち込んだり使用したりすると脱税とみなされ処罰される恐れがある。
2019年4月、フィリップモリスは、米国食品医薬品局(FDA)からアメリカ合衆国において、健康リスク低減をうたっての販売が許可されたと発表した。

## 健康への影響
- フィリップモリス社は、IQOSは火をつけて使う一般的なたばこと比べて、燃焼により発生するホルムアルデヒド、一酸化炭素、アンモニア化合物といったWHO（世界保健機関）が定める「9つの有害性成分（有害物質）」について約95%の低減に成功し、発がん物質の吸入、歯や壁の着色汚れなどが低減されている、と主張する[35]。しかしWHOによれば、かかる主張を裏付ける研究はフィリップモリス社の金銭的支援を受けた1件のみであり、IQOSが健康リスクを低減する事を示した独立の信頼できるデータは2017年7月時点で存在しない[36]。なお、タールについては、燃焼させていないため発生していないとしている。
- 米食品医薬品局（FDA）のたばこ製品科学的諮問委員会は、加熱式たばこが従来の紙巻きたばこに比べ、たばこ関連の疾病リスクを低減できる十分な証拠は得られなかったと指摘し、IQOSが紙巻きたばこに比べて健康リスクを引き下げるというフィリップモリス社の主張を退けた[37]。
- 2018年に、アメリカ食品医薬品局 (FDA)の審議会は、科学的根拠の不足を理由に同社の申請を却下。暫定的な報告を出し、フィリップ・モリス・インターナショナルのIQOSが、「アイコスが生み出すエアロゾルは細胞を破壊し、人体組織にも悪影響を及ぼす恐れがあるが、従来の紙巻たばこに比べ、人体に有害もしくは有害の恐れがある物質の含有量が少ない」とした臨床試験報告を公表した[38]。
- WHOの見解によれば、IQOSをはじめとする加熱式タバコはニコチン依存があり、紙巻きたばこと「同等に危険」である[36]。
- スイス、ベルン大学の科学者たちが実施した調査によれば、IQOSタバコは一酸化炭素、多環式芳香族炭化水素、揮発性有機化合物といったガンを引き起こす事で知られる有害物質を含む。また一部の科学者たちは「これらの有害物質に安全基準は存在しない」と警告している[39]。
- IQOSタバコは、伝統的な紙巻きタバコのおよそ84％のニコチン量を含む[40]。
- IQOSタバコは、いくつかの有害物質を紙巻きたばこより高濃度で含むという研究結果がある[39]。
- 医学博士のミッチェル・カッツは、加熱式タバコの使用によって吐き出される呼気も粒子の細かい「発がん性物質」が周囲に流出するため、公共の場での利用は非喫煙者の健康も害する恐れがあると主張している[39]。
- 世界保健機関は、電子たばこや加熱式たばこは健康上のリスクを減らすわけではなく有害であるとする報告書を発表し、紙巻きたばこと同様に規制を行うべきとの見解を示している[41]。

## 著名な愛煙者
- 後藤輝基
- 中居正広
- 藤本敏史
- 板倉俊之
- ノブ
- 狩野英孝
- ケンドーコバヤシ
- 浜田雅功
- 山田孝之
- YOU
- 美保純
- 藤ヶ谷太輔
- 木梨憲武
- ヒロミ
- 渡部篤郎
- 小栗旬
- 田中圭
- LOW IQ 01
- 山口一郎
- 加護亜依
- 土屋圭市